# Judici per Traïció (1956)
El Judici per Traïció (Treason Trial en anglès) va ser un judici en el qual 156 persones, incloent Nelson Mandela, van ser arrestats en una batuda i acusats de traïció a Sud-àfrica el desembre del 1956.
El judici principal va acabar el 1961, quan tots els acusats van ser considerats no culpables. Durant els judicis, Oliver Tambo va abandonar el país i va marxar a l'exili. Mentrestant, diversos països europeus i africans van començar a organitzar-se per ajudar al Congrés Nacional Africà. Alguns dels acusats en aquest judici van ser sentenciats posteriorment en el Judici de Rivonia del 1964.
Albert Lutuli va dir del Judici per Traïció:
El judici per traïció ha d'ocupar un lloc important en la història de Sud-àfrica. Aquesta batuda abans de l'alba, deliberadament calculada per infondre terror a les ments vacil·lants i convèncer a tota la nació de la determinació de la camarilla governant de sufocar tota oposició, converteix a cent cinquanta-sis de nosaltres, que pertanyem a totes les races de la nostra terra, en un grup d'acusats d'un dels càrrecs més greus en qualsevol sistema legal.

## Acusats
El desembre del 1956, molts dels membres més rellevants del Congrés dels Aliats, inclosa la majoria del comitè executiu del Congrés Nacional Africà (ANC), així com del Partit Comunista de Sud-àfrica (SACP), del Congrés Indi de Sud-àfrica (SAIC) i del Congrés dels Demòcrates de Sud-àfrica (COD). 105 africans, 21 indis, 23 blancs i 7 mestissos van ser arrestats. En total hi havia 146 homes i 10 dones. Molts dels detinguts, inclòs Nelson Mandela, van ser confinats en cel·les comunes a la Presó de Johannesburg, conegut com a Fort, del qual Mandela va dir que s'havia convertit en "la reunió més gran i més llarga no prohibida del Congrés dels Aliats en anys." De totes maneres, els homes i les dones blanques van ser separats de la resta dels acusats a la presó.
En un principi, els 156 processats estaven acusats d'Alta Traïció. Posteriorment, el nombre d'acusats va ser reduït a 92. El novembre del 1957, la fiscalia va reformular l'acusació i va iniciar un judici diferent contra 30 dels acusats. El judici va començar l'agost del 1959. Els altres 61 van ser jutjats separadament abans de refutar-se el cas contra ells a mitjans del 1960.
Entre els acusats al Judici per Traïció (durant diverses etapes del judici) es troben::
- Nelson Mandela, acusat número 1, membre de l'ANC (un dels 30 acusats finals)
- Ahmed Kathrada, acusat número 3, secretari general de les joventuts del Congrés Indi del Transvaal (un dels 30 acusats finals)
- Walter Sisulu, membre de l'ANC (un dels 30 acusats finals)
- Stanley Lollan, acusat número 4, membre del SACP (un dels 30 acusats finals)
- Leon Levy (un dels 30 acusats finals)
- Helen Joseph, sindicalista blanca i líder feminista (un dels 30 acusats finals)
- Lillian Ngoyi (un dels 30 acusats finals)
- Joe Slovo, membre del SACP, advocat (un dels 30 acusats finals)
- Robert Resha, membre de l'ANC. El seu cas va ser un dels més delicats, ja que en una reunió de l'Executiva Nacional havia cridat a l'assassinat de blancs.
- Duma Nokwe (un dels 30 acusats finals)
- Bertha Mashaba Gxowa (un dels 30 acusats finals)
- Ida Flyo Mntwana, primera presidenta nacional de la Federació de Dones Sud-africanes, va morir el març del 1960, abans de conèixer-s el veredicte (un dels 30 acusats finals)
- Farid Adams (un dels 30 acusats finals)
- Elias Moretsele, líder de l'ANC, va morir unes setmanes abans de finalitzar el judici (un dels 30 acusats finals)
- Albert Lutuli, conegut com a Chief Luthuli, president de l'ANC, posteriorment absolt per falta de proves.
- Alex La Guma, periodista i escriptor
- Archie Gumede, líder del Front Democràtic Unit.
- Ben Turok, acadèmic, membre del Parlament
- Monty Naicker, líder del Congrés Indi de Natal
- Ruth First, membre del SACP, periodista i muller de Joe Slovo
- Billy Nair, sindicalista de Natal
- Joe Modise, futur Comandant de l'MK i Ministre de Defensa (1994 - 1999).
- Lionel Forman, advocat i periodista (acusació retirada), mort el 1959.
- Lionel Bernstein, conegut com a Rusty, membre del Congrés del Poble i del COD
- Moosa Moolla, membre de l'ANC.
- Moses Kotane, delegat de l'ANC a la Conferència de Bandung
- George Peake
- Nimrod Sejake
- Vuyisile Mini, líder sindicalista i músic
- Yusuf Dadoo, líder del SAIC
- Z. K. Mathews, acadèmic
- Oliver Tambo, absolt per falta d'evidències, va marxar a l'exili per coordinar els moviments de l'ANC des de l'exterior.
- Wilton Mkwayi, va passar a la clandestinitat durant la declaració de l'estat d'emergència del 1960, tot i que posteriorment seria detingut i jutjat durant el Judici de Rivonia.[5]
- Reggie September
- Piet Beyleveld
- M.B. Yengwa, membre de l'ANC a Natal
- Peter Nthite, membre de la Lliga Juvenil del Congrés Nacional Africà
- Patrick Molaoa, membre de la Lliga Juvenil de l'ANC
- Debi Singh, membre del SAIC
- Arthur Letele
- Rev. James Calata
- Fish Keitseng
- Motsamai Mpho

Els advocats de la defensa van ser:
- Israel Maisels, conegut com a Issy Maisels, líder de l'equip de la defensa
- Harold Hanson
- Sydney Kentridge
- Vernon Berrangé
- G. Nicholas
- Rex Welsh
- Ruth Hayman
- Bram Fischer
- Norman Rosenberg
- Maurice Franks
- Joe Slovo va portar la seva pròpia defensa
- Nelson Mandela i Duma Nokwe van portar la defensa durant la declaració de l'estat d'emergència després de la massacre de Sharpeville, quan els acusats van ordenar als seus defensors que abandonessin el cas temporalment.[6]

## Altres figures implicades en el judici
Fiscals:
- Van Niekerk, fiscal en cap
- Oswald Pirow (des del gener del 1958)
- De Vos, que va reemplaçar a Pirow després de la seva mort el 1959

Jutges:
- F.L. Rumpff, president
- Kennedy
- Ludorf, que va deixar-ho quan la defensa va abduir conflicte d'interessos
- Becker

Testimonis:
- Professor Andrew Howson Murray, Departament de Filosofia de la Universitat de Ciutat del Cap, testimoni de la fiscalia com a expert en comunisme.

## Cronologia del judici
Desembre de 1956: Arrest de 156 líders anti-apartheid
Desembre de 1956 – Gener de 1958: Examen preliminar per determinar si hi ha suficients evidències per a un judici.
1957 - Alan Paton, juntament amb el bisbe Ambrose Reeves i Alex Hepple, creen el Fons d'Ajuda a la Defensa en el Judici per Traïció. Aquest fons va estar administrat per Mary Benson, primer, i per Freda Levson després.
Novembre de 1957: La fiscalia reformula l'acusació i procedeix a separar el judici de 30 dels acusats. Els altres 61 són jutjats separadament fins que es desestima el cas a mitjans del 1959.
Agost de 1959: El judici contra els 30 acusats processats comença al Tribunal Suprem.
5 de març de 1960: Comença el testimoni de Lutuli.
8 d'abril de 1960: L'ANC és declarada il·legal durant la declaració de l'estat d'emergència posterior a la massacre de Sharpeville. Els acusats són retinguts cinc mesos i el judici continua sense advocats defensors durant molts mesos.
Maig de 1960: Helen Joseph i 21 dones blanques d'esquerres són detingudes durant l'estat d'emergència i comencen una vaga de fam de 8 dies. Els fills de les detingudes protesten al davant de l'ajuntament de Johannesburg.
3 d'agost de 1960: Comença el testimoni de Mandela.
7 d'octubre de 1960: Acaba la defensa.
23 de març de 1961: El judici s'ajorna una setmana.
29 de març de 1961: Els acusats són declarats no culpables.